# Таганрогский металлургический колледж
Таганрогский металлургический колледж — учебное заведение для подготовки специалистов в области металлургии чёрных металлов, государственное бюджетное профессиональное образовательное учреждение Ростовской области «Таганрогский металлургический техникум» (ГБПОУ РО «ТМТ»). Здание колледжа (техникума) расположено на Петровской улице в городе Таганроге Ростовской области. 
Адрес: г. Таганрог, улица Петровская д. 40.

## История
Таганрогский металлургический техникум был открыт 21 июня 1939 года. Его производственной базой был Таганрогский металлургический завод.
На 1939—1940 учебный год в техникум набрали 90 человек. Здесь учили по специальностям: техник-металлург по прокатному производству, техник-электрик по электрооборудованию и установкам промышленных предприятий и техник-механик по обработке металлов резанием. Шевченко Сергей Матвеевич был первым директором техникума.
В годы немецкой оккупации, С 1941 по 1943 год здание техникума подвергалось разрушениям, после чего здесь проводились восстановительные работы.
Первый выпуск 14 молодых специалистов состоялся в 1945 году. В 1951 году в техникуме было открыто вечернее отделение.
В 1992 году Таганрогский металлургический техникум стал колледжем. В настоящее время в колледже готовят высококвалифицированных специалистов в области металлургии и электрооборудовании промышленных и гражданских зданий. На очной форме обучения в техникуме учится 338 человек (2016). Директор техникума — Лизогуб Любовь Николаевна.

## Здание колледжа

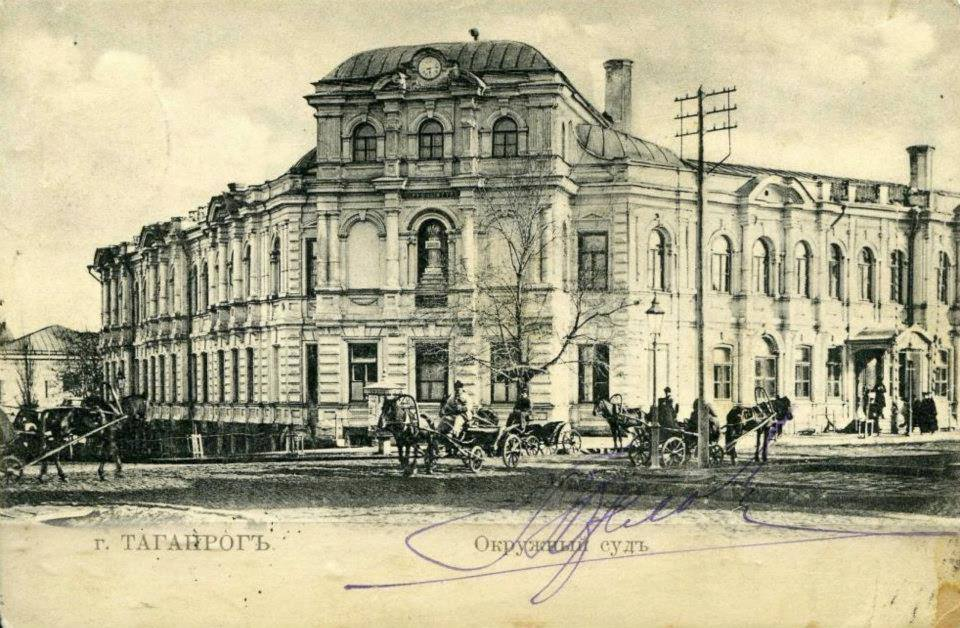
Окружной суд в здании техникума

Здание колледжа расположено на углу Петровской улицы, 40 и Добролюбовского переулка. Здание построено в архитектурном стиле барокко. Автором проекта здания был архитектор C. B. Загоскин. Здание построено в 1878 году, и вскоре в него заехал таганрогский Окружной суд. Новое здание было первым трёхэтажным домом в Таганроге.
В 1976 году по Добролюбовскому переулку к основному зданию было пристроено шестиэтажное крыло для размещения в нём спортзала, лабораторий и учебных классов колледжа.

### Архитектура
В архитектуре здания колледжа сочетаются строгость и умеренность классицизма с вычурностью и пышностью стиля барокко.
К выступающей на перекрёсток парадной части дома примыкают два крыла. Фасадная трёхэтажная часть здания расположена на срезанном углу, посередине фасада устроена прямоугольная ниша, обрамлённая наличниками и замковым камнем. Боковые крылья здания двухэтажные. В средней нише 2-го этажа было выполнено скульптурное изображение. На двух наружных стенах установлены 34 колонны. Венецианские окна 2-го этажа оформлены небольшими колоннами с арками. В круге верхней части здания выполнена надпись «ТМК» (Таганрогский металлургический колледж).
Первый этаж здания рустован. В нём есть межэтажный карниз сложного профиля, между нишами 2-го этажа установлены колонны дорического ордера, 3-й этаж здания мансардный. Над центральным входом на двух металлических столбах установлен резной навес с греческим орнаментом. Поскольку здание стоит на местности с уклоном, левое крыло здания имеет полуподвальные помещения.
Здание колледжа (Окружного суда) является объектом культурного наследия регионального значения (приказ № 124 от 31.12.02 года).